# Cúria Real da Hungria
A Cúria Regia foi a Suprema Corte do Reino da Hungria (Hungria e Croácia) entre 1723 e 1949.
Carlos VI em 1723 a dividiu em dois tribunais: a Tabula Septemviralis (Corte dos Sete) e a Tabula Regia Iudiciaria (Corte Real). A Tabula Regia funcionava sob a direção de um dignitário denominado Personalis, no caso de prevenção, do antigo Barão Tribunal.

## Tabula Septemviralis
O Palatino, cinco Prelados (o arcebispo de Esztergom e Kalocsa e três bispos), oito magnatas e oito nobres, um Repórter dos tribunais de minas e um registrador compuseram a Tabula Septemviralis, após 1723.
A Tabula Septemviralis resolveu os recursos dos veredictos da Tabula Regia e da Tabula Banalis. Era a instância final, e em processos cíveis não era possível apelar do veredicto, enquanto em processos criminais o Rei tinha o poder de conceder anistia ou perdão.

## Tabula Regia Iudiciaria
A Tabula Regia era composta por dois prelados, dois Barões da Corte, dois juízes defensores do Reino: o vice-palatino, o juiz suplente advogado da Cúria Régia, quatro protonotários, quatro assessores do Reino, quatro assessores da arquidiocese, quatro avaliadores adjuntos.

## Presidentes

### Kúria (1723–1949)
- Apponyi György (1860-1863)
- Andrássy György (1863-1865)
- Az országbírói poszt betöltetlen (1865-1867)
- ifj. Mailáth György (1867–1883)
- Perczel Béla (1884-1888)
- Szabó Miklós (1888–1906)
- Oberschall Adolf (1906-1908)
- Günther Antal (1909-1920)
- Tőry Gusztáv (1920–1925)
- Juhász Andor (1925-1934)
- Osvald István (1934–1937)
- Töreky Géza (1937-1944)
- Szemák Jenő (1944-1945)
- Kerekess István (1945–1949)
- Somogyi Ödön (1949–1950)